# 제22회 부산국제영화제
제22회 부산국제영화제는 2017년 10월 12일부터 2017년 10월 21일까지 열린 영화제이다. 부산에서 개최되었으며 사회자는 장동건, 윤아이다.

## 수상

### 뉴 커런츠상
- 죄 많은 소녀 - 김의석 수상
- 폐색 - 모흐센 가라에이 수상

### 지석상
- 마릴라: 이별의 꽃 - 아누차 부냐와타나 수상
- 금구모궐 - 요시다 다이하치 수상

### 선재상
- 대자보 - 곽은미 수상
- 마돈나 - 시눙 위나휴코 수상

### 넷팩상 (아시아영화진흥기구상)
- 이월 - 김중현 수상

### 국제영화평론가 협회상
- 살아남은 아이 - 신동석 수상

### KNN 관객상
- 여름의 끝 - 콴 조우 수상

### 올해의 배우상
- 밤치기 - 박종환 수상
- 죄 많은 소녀 - 전여빈 수상

### 비프 메세나상
- 소성리 - 박배일 수상
- 센난 석면 피해 배상소송 - 하라 카즈오 수상

### BNK부산은행상
- 심장소리 - 스티비 크루즈-마틴 수상

### 시민평론가상
- 얼굴들 - 이강현 수상

### 부산시네필상
- 자유인 - 안드레아스 하트만 수상

### CGV 아트하우스상
- 소공녀 - 전고운 수상

### 비전- 감독상
- 이월 - 김중현 수상
- 밤치기 - 정가영 수상

### 올해의 아시아 영화인상
- 스즈키 세이준 수상

### 한국영화공로상
- 크리스토프 테레히테 수상

### 갈라 프레젠테이션
- 나라타주 - 유키사다 이사오
- 나비잠 - 정재은
- 마더! - 대런 아로노프스키
- 세 번째 살인 - 고레에다 히로카즈
- 맨헌트 - 오우삼

### 아시아영화의 창
- 거리의 싸움꾼 - 아누락 카시압
- 고요한 안개 - 장묘염
- 구름 너머 - 마지드 마지디
- 그 남자, 류타로 - 니노미야 류타로
- 그날은 오리라 - 허안화
- 그녀의 인생은 잘못이 없어. - 히로키 류이치
- 그들이 진심으로 엮을 때 - 오기가미 나오코
- 금구모궐 - 요시다 다이하치
- 기차역 - 모하메드 알 다라지
- 긴 머리 그녀들의 밤외출 - 제라르도 칼라구이
- 나미야 잡화점의 기적 - 히로키 류이치
- 대담하거나, 타락하거나, 아름다운 - 양야체
- 대불+ - 신 야오 후앙
- 대통령에게 보내는 편지 - 로야 사닷
- 도쿄의 밤하늘은 항상 가장 짙은 블루 - 이시이 유야
- 동물원 - 쉬록 샤르마
- 디자이너 - 트란 부 로크 외 1명
- 링사이드 스토리 - 타케 마사하루
- 마릴라: 이별의 꽃 - 아누차 부냐와타나
- 무나비아 - 탈라이벡 쿨멘데브
- 미래로 걸어가다 - 리 루이준
- 바다뱀 - 조셉 이스라엘 라반
- 바후발리 2 : 더 컨클루전 - SS 라자몰리
- 보이는 것과 보이지 않는 것 - 카밀라 안디니
- 빛나는 - 가와세 나오미
- 뽀빠이 - 커스튼 탄
- 사람들 - 아나히타 가즈비니자데
- 사무이의 노래 - 펜엑 라타나루앙
- 산책하는 침략자 - 구로사와 기요시
- 살인자 말리나의 4막극 - 몰리 수리아
- 소용돌이 - 라야 마틴
- 쇠락한 슈클라 가문의 신혼생활 - 싯다르타 자틀라
- 수춘도 2: 수라전장 - 루양
- 신원불상 - 바히드 잘릴반드
- 아름다운 별 - 요시다 다이하치
- 아웃레이지 파이널 - 기타노 다케시
- 안녕, 카트만두 - 나빈 숩바
- 앙가말리 사람들 - 리조 조세 펠리세리
- 어둠 속에서 - 디페쉬 자인
- 오메르타 - 한살 메흐타
- 와지브 - 안느마리 자시르
- 이름없는 새 - 시라이시 카즈야
- 인설트 - 지아드 두에리
- 잠자리의 눈 - 쉬빙
- 장미빛 사랑은 없다 - 모스타파 파루키
- 재 - 리 샤오펑
- 조니를 찾아서 - 후앙시
- 집념의 남자 - 모함마드 라술로프
- 파피, 헐리우드 가다 - 속 비살
- 팬티 도둑 - 소마라드트네 디사나야케
- 폐허 - 소니 칼벤토
- 피젼 탱고 - 리 치위엔
- 혼자 - 아칸 사타예브
- 황야 - 키시 요시유키
- 회전목마는 멈추지 않는다 - 이스마일 바스베스
- 불멸의 검 - 미이케 다카시

### 뉴 커런츠
- 마지막 구절 - 쳉 잉팅
- 물속에서 숨 쉬는 법 - 고현석
- 살아남은 아이 - 신동석
- 선창에서 보낸 하룻밤 - 한동
- 아슈와타마-말이 울부짖을 때 - 푸쉬펜드라 싱
- 여름의 끝 - 콴 조우
- 죄 많은 소녀 - 김의석
- 쪽빛 하늘 - 장경위
- 폐색 - 모흐센 가라에이
- 할머니 - 데바시스 마키자

### 한국영화의 오늘
- 검은여름 - 이원영
- 군함도 - 류승완
- 그 후 - 홍상수
- 당신의 부탁 - 이동은
- 로마서 8:37 - 신연식
- 메소드 - 방은진
- 미씽: 사라진 여자 - 이언희
- 박열 - 이준익
- 박화영 - 이환
- 밤치기 - 정가영
- 소공녀 - 전고운
- 아메리카 타운 - 전수일
- 얼굴들 - 이강현
- 엄마의 공책: 기억의 레시피 - 김성호
- 여교사 - 김태용
- 옥자 - 봉준호
- 이월 - 김중현
- 인어전설 - 오멸
- 재회 - 박기용
- 타클라마칸 - 고은기
- 택시운전사 - 장훈
- 해빙 - 이수연
- 헤이는 - 최용석
- 호랑이보다 무서운 겨울손님 - 이광국
- 홈 - 김종우
- 황제 - 민병훈
- 히치하이크 - 정희재

### 한국영화회고전
- 맨발의 청춘 - 김기덕
- 초우 - 정진우
- 안개 - 김수용
- 장군의 수염 - 이성구
- 내시 - 신상옥
- 휴일 - 이만희
- 별들의 고향 - 이장호
- 길소뜸 - 임권택

### 월드 시네마
- 고해 - 자자 우루샤제
- 굿 매너스 - 줄리아나 로자스 외 1명
- 균형 - 빈센조 마라
- 그리움 - 샤비 가비존
- 나의 마지막 수트 - 파블로 솔라즈
- 다운사이징 - 알렉산더 페인
- 다이빙 - 멜라니 로랑
- 더 스퀘어 - 루벤 외스틀룬드
- 독일이여, 잘 있거라 - 샘 가바르스키
- 두 개의 사랑 - 프랑소와 오종
- 러브리스 - 안드레이 즈비아긴체프
- 레인보우: 나의 전쟁 - 파올로 타비아니
- 레저 시커 - 파올로 비르지
- 렛 더 선샤인 인 - 클레어 드니
- 볼루빌리스 - 파우지 벤사이디
- 비욘드 리버 - 크레이그 프레이몬드
- 빅토리아 & 압둘 - 스티븐 프리어즈
- 빌리 진 킹: 세기의 대결 - 조나단 데이턴 외 1명
- 새벽의 약속 - 에릭 바르비에
- 세르지오 앤 세르게이 - 에르네스토 다라나스
- 스위트 컨트리 - 워윅 쏜톤
- 아홉 개의 손가락 - F.J. 오쌍
- 어디로 가십니까 - 스테판 코만다례프
- 어떤 작가 - 마누엘 마틴 쿠엔카
- 에이프릴의 딸 - 미셸 프랑코
- 오늘밤 사자는 잠든다 - 스와 노부히로
- 오케스트라 클래스 - 라시드 하미
- 우리 사이의 거대한 산 - 하니 아부 아사드
- 원더스트럭 - 토드 헤인즈
- 유포리아 - 리자 랑세트
- 인 더 페이드 - 파티 아킨
- 자마 - 루크레시아 마르텔
- 작은 독립영화사의 흥망성쇠 - 장 뤽 고다르
- 잔 다르크의 어린 시절 - 브루노 뒤몽
- 젠틀 크리처 - 세르게이 로즈니차
- 주피터스 문 - 코르넬 문드럭초
- 침입자 - 레오나르도 디 콘스탄조
- 판타스틱 우먼 - 세바스찬 렐리오
- 포큐파인 호수 - 잉그리드 베닌거
- 프로스트 - 샤루나스 바르타스
- 플래툰 - 올리버 스톤
- 플로리다 프로젝트 - 션 베이커
- 호주의 날 - 크리브 스텐더스
- 호첼라가, 랜드 오브 소울즈 - 프랑소와 지라르
- 카본 - 올리비에르 마샬
- 희망의 건너편 - 아키 카우리스마키

### 플래시 포워드
- 1993년의 여름 - 카를라 시몬
- 가브리엘과 산 - 펠리페 바르보사
- 겨울형제 - 흘리뉘르 팔메이슨
- 고독 - 캐슬린 헵번
- 골리앗 - 도미닉 로체
- 공장에는 아무것도 없다 - 페드로 피뇨
- 그림자들이 지는 곳 - 발렌티나 페디치니
- 까마귀 - 얀스 아수르
- 나는 마녀가 아니다 - 룬가노 니오니
- 나의 세계 - 카를로스 모렐리
- 남자는 울지 않는다 - 알렌 드리예비치
- 동반자 - 제이슨 산체즈 외 1명
- 마누엘 - 다리오 알베르티니
- 마르세유의 다섯 손가락 - 마이클 매튜스
- 마법 상자를 가진 사나이 - 보도 콕스
- 망각의 시 - 알리레자 하타미
- 머리 하나 귀 둘 - 비탈리 수슬린
- 미녀와 개자식들 - 카우테르 벤 하니아
- 바닷가의 쥐들 - 엘리자 히트맨
- 바람이 머무는 자리 - 히메나 몬테마요르
- 별자리 종파 - 콘스탄제 크노체
- 비올레타, 결국은 - 일다 이달고
- 사막의 신부 - 세실리아 아탄 외 1명
- 신의 나라 - 프란시스 리
- 심장소리 - 스티비 크루즈-마틴
- 쓴 꽃 - 올리비에 메스
- 업사이드 다운 - 휴고 마틴스
- 오카포의 법칙 - 오모니 오볼리
- 위기의 파리지엔 - 레오노르 세라이예
- 인생 가이드 - 루스 마더
- 작은 십자군 - 바클라프 카드른카
- 전사. 페렌타리 이야기 - 이바나 뮬라댄노빅
- 조금만 더 - 오눌 사일락
- 중독된 땅 - 디에고 올리바레스
- 증언 - 아미차이 그린버그
- 톰 오브 핀란드 - 도메 카루코스키
- M.F.A. - 나탈리아 레이트

### 와이드 앵글
- 101마리의 달마시안 개 - 클라이드 제로니미 외 2명
- 667 - 지에카이 리아오 외 5명
- 국가에 대한 예의 - 권경원
- 굿바이 마이 러브 NK - 김소영
- 그녀에게 다가가는 날 - 홍쳉
- 길 위에서 - 아라시 카야탄
- 나기사 - 타케시 코가하라
- 나의 사랑하는 톤도 - 지웰 마라난
- 내 안의 블루스 - 앤지 첸
- 누나의 가출 - 이혜빈 외 1명
- 눈싸움 - 파누쉬 사마디
- 뉴욕 라이브러리에서 - 프레더릭 와이즈먼
- 니모를 찾아서 3D - 앤드류 스탠튼
- 다다미 넉 장 반 세계일주 - 유아사 마사아키
- 대자보 - 곽은미
- 더 워크 - 게딘 알더스 외 1명
- 두 형제 - 라그비르 싱
- 두리안 두리안 - 양샤오
- 레터스 - 윤재호 외 1명
- 릴라의 책 - 마르셀라 링콘 곤잘레스
- 마돈나 - 시눙 위나휴코
- 마운틴 - 제니퍼 피돔
- 마칼라 - 엠마누엘 그라스
- 말해의 사계절 - 허철녕
- 메리와 마녀의 꽃 - 요네바야시 히로마사
- 모래 놀이 - 최초아
- 목발 들어주는 아이 - 김소연
- 미세스 팡 - 왕빙
- 밝은 미래 - 허정재
- 밤세와 마녀의 딸 - 크리스티앙 릴테니우스
- 밤은 짧아 걸어 아가씨야 - 유아사 마사아키
- 보편적 사람들 - 김문경
- 불법주차 - 이인혁
- 브라기노 - 클레멘트 코지토레
- 블러드 엠버 - 리용차오
- 사라진 시간들 - 월터 살레스 외 4명
- 사랑보다 위대한 - 마리 지르마누스 사바
- 사운드맨의 죽음 - 소라요스 프라파판
- 새벽을 알리는 루의 노래 - 유아사 마사아키
- 센난 석면 피해 배상소송 - 하라 카즈오
- 소성리 - 박배일
- 수도원 아이들 - 강위치
- 수에르테 - 카를로 파자르다
- 시대불화 - 장시밍
- 신이 된 배우: 베흐루즈 - 세페흐르 미카일리안
- 아버지가방에들어가신다 - 김오지숙
- 아파트 생태계 - 정재은
- 엄마 - 임승미
- 열정: 옐로우 몽키 밴드 이야기 - 마츠나가 다이시
- 유리의 여름 - 김서현
- 은명 - 김한라
- 이달의 우수사원 - 카를로 프란시스코 Y. 마나타드
- 이산자 - 문정현
- 이상한 나라의 앨리스 - 클라이드 제로니미 외 2명
- 자유로 - 황슬기
- 자유인 - 안드레아스 하트만
- 장중한 무덤 - 총 킷 옹
- 조용한 밤 - 치우 양
- 조인성을 좋아하세요 - 정가영
- 집으로 가는 길 - 웨슬리 레온 아루주
- 처녀비행 - 한승주
- 캄보디아의 봄 - 크리스 켈리
- 탈링은 내 운명 - 이스마일 파미 루비쉬
- 테헤란 타부 - 알리 수잔데
- 핑퐁 더 애니메이션 - 유아사 마사아키
- 하동채복: 두 사람의 노래 - 남승석
- 해브 어 나이스 데이 - 리우 지앤
- 해피니스 로드 - 신인성
- 호기심 소녀 - 라제시 프라사드 카트리
- 호르몬의 역사 - 박종현
- 혼란 - 페이로우즈 세르할
- 환상 - 하오팡웨이
- 환생 - 임흥순
- 후고 - 보이치에흐 클리마와

### 오픈 시네마
- 너의 췌장을 먹고 싶어 - 츠키카와 쇼
- 몬스터 파크 - 아르튀르 드 팽
- 셰이프 오브 워터: 사랑의 모양 - 기예르모 델 토로
- 스테이션 7 - 클림 시펜코
- 쏘아올린 불꽃, 밑에서 볼까? 옆에서 볼까? - 신보 아키유키
- 엄마와 올빼미 - 노에미 르보브스키
- 당갈 - 니테쉬 티와리

### 특별기획 프로그램
- 24 스노우 - 미카일 바리닌
- 그 시절, 행복했던 우리 - 니키타 아르자코프
- 그의 딸 - 타티아나 에베르스토바
- 동경 방랑자 - 스즈키 세이준
- 마파 - 알렉세이 로마노프
- 목각말 - 프로코포 노고비션
- 무법자들 - 스테판 부르나셰프
- 바람이 부는 곳에 - 세르게이 포타포프
- 불길한 예감 - 미하일 루카체프스키 외 1명
- 살인의 낙인 - 스즈키 세이준
- 썸머 하우스 - 아나톨리 바실레프
- 아지랑이좌 - 스즈키 세이준
- 어부 이야기 - 뱌체슬라브 세묘노프
- 유메지 - 스즈키 세이준
- 육체의 문 - 스즈키 세이준
- 지고이네르바이젠 - 스즈키 세이준
- 케스킬 2: 재대결 - 드미트리 샤드린 외 1명
- 피스톨 오페라 - 스즈키 세이준
- 해방 - 게나디 바기나노프

### 미드나잇 패션
- 귀신 이야기 - 앤디 나이맨 외 1명
- 더 브링크 - 이자준
- 도쿄 흡혈 호텔 - 소노 시온
- 로쿠로쿠 - 야마구치 유다이
- 메이헴 - 조 린치
- 사정거리 - 기타무라 류헤이
- 스위트 버지니아 - 제이미 M. 대그
- 파라독스 - 엽위신
- 파트너 오브 좀비 - 콜린 미니한

### 지석상 후보작
- 재 - 리 샤오펑
- 대담하거나, 타락하거나, 아름다운 - 양야체
- 회전목마는 멈추지 않는다 - 이스마일 바스베스
- 안녕, 카트만두 - 나빈 숩바
- 어둠 속에서 - 디페쉬 자인
- 마릴라: 이별의 꽃 - 아누차 부냐와타나
- 금구모궐 - 요시다 다이하치
- 고요한 안개 - 장묘염
- 소용돌이 - 라야 마틴
- 황야 - 키시 요시유키